# Caputanurininae
Caputanurininae zijn een onderfamilie van springstaarten uit de familie van Neanuridae. De onderfamilie telt 2 geslachten en 8 soorten.

## Geslachten en soorten
- Caputanurina Lee, 1983
  - Caputanurina intermedia Najt & Weiner, 1992
  - Caputanurina major Najt & Weiner, 1992
  - Caputanurina serrata Lee, 1983
  - Caputanurina sexdentata Najt & Weiner, 1992
  - Caputanurina sinensis Wu & Yin, 2007
  - Caputanurina turbator Najt & Weiner, 1992
- Leenurina Najt & Weiner, 1992
  - Leenurina jasii Najt & Weiner, 1992
  - Leenurina nana (Lee, 1983) Najt & Weiner, 1992